# Los fueros de Cáceres
Los fueros de Cáceres fueron dictados por el rey Alfonso IX de León inmediatamente después de la reconquista de la ciudad (23 de abril de 1229) para alentar a la repoblación de la misma. 
Mediante los fueros, Alfonso IX dictó una serie de normas institucionales por las que a partir de entonces se regiría la vida en la ciudad de Cáceres:
- Se reconoce a los pobladores de la misma como hombres libres.
- Se prohíbe a las órdenes militares y religiosas que se establezcan dentro del recinto amurallado.
- Se prohíbe que ningún poblador de la ciudad pueda vender propiedades intramuros a órdenes militares y religiosas.

Poco después, el 12 de marzo de 1231, el rey Fernando III ratificó dichos fueros y los aumentó decretando que:
- En la ciudad no podrían levantarse más palacios que uno para el rey y otro para el obispo para de esa forma dejar claro en manos de quien recaía la verdadera autoridad en la ciudad.
- Todos los que desearan ir a repoblar Cáceres serían iguales ante los ojos de la ley ya fueran cristianos, judíos o sarracenos, sin que ninguno de ellos tuviera que responder por actos realizados antes de la reconquista de la ciudad.

Dos siglos después (1479), los Reyes Católicos visitarían Cáceres y jurarían sus fueros.